# Campeonato Maranhense 1987
In 1987 werd het 68ste Campeonato Maranhense gespeeld voor voetbalclubs uit Braziliaanse staat Maranhão. De competitie werd georganiseerd door de FMF en werd gespeeld van 18 maart tot 27 augustus. Sampaio Corrêa werd kampioen. 

## Eerste toernooi

### Eerste fase

#### Groep A
| Plaats | Club                  | Wed. | W | G | V | Saldo | Ptn. |
| ------ | --------------------- | ---- | - | - | - | ----- | ---- |
| 1.     | Sampaio Corrêa Correa | 4    | 3 | 1 | 0 | 7:1   | 7    |
| 2.     | Moto Club             | 4    | 2 | 2 | 0 | 7:3   | 6    |
| 3.     | Maranhão              | 4    | 2 | 1 | 1 | 12:3  | 5    |
| 4.     | Boa Vontade           | 4    | 0 | 1 | 3 | 3:14  | 1    |
| 5.     | Expressinho           | 4    | 0 | 1 | 3 | 4:11  | 1    |

|  | Geplaatst voor tweede fase         |
|  | Uitgeschakeld voor tweede toernooi |

#### Groep B
| Plaats | Club           | Wed. | W | G | V | Saldo | Ptn. |
| ------ | -------------- | ---- | - | - | - | ----- | ---- |
| 1.     | Vitória do Mar | 4    | 3 | 1 | 0 | 8:2   | 7    |
| 2.     | Imperatriz     | 4    | 2 | 2 | 0 | 6:1   | 6    |
| 3.     | Tocantins      | 4    | 1 | 1 | 2 | 3:5   | 2    |
| 4.     | Americano      | 4    | 1 | 0 | 3 | 3:5   | 2    |
| 5.     | Tupan          | 4    | 1 | 0 | 3 | 1:8   | 2    |

|  | Geplaatst voor tweede fase         |
|  | Uitgeschakeld voor tweede toernooi |

### Tweede fase
| Plaats | Club           | Wed. | W | G | V | Saldo | Ptn. |
| ------ | -------------- | ---- | - | - | - | ----- | ---- |
| 1.     | Maranhão       | 4    | 3 | 1 | 0 | 9:6   | 7    |
| 2.     | Sampaio Corrêa | 4    | 2 | 1 | 1 | 2:1   | 5    |
| 3.     | Vitória do Mar | 4    | 1 | 2 | 1 | 4:4   | 4    |
| 4.     | Imperatriz     | 4    | 1 | 1 | 2 | 3:4   | 3    |
| 5.     | Moto Club      | 4    | 0 | 1 | 3 | 3:6   | 1    |

|  | Krijgt één bonuspunt voor derde toernooi |

## Tweede toernooi

### Eerste fase
| Plaats | Club           | Wed. | W | G | V | Saldo | Ptn. |
| ------ | -------------- | ---- | - | - | - | ----- | ---- |
| 1.     | Maranhão       | 5    | 4 | 1 | 0 | 14:2  | 9    |
| 2.     | Moto Club      | 5    | 3 | 2 | 0 | 9:4   | 8    |
| 3.     | Sampaio Corrêa | 5    | 2 | 1 | 2 | 7:3   | 5    |
| 4.     | Imperatriz     | 5    | 2 | 1 | 2 | 5:5   | 5    |
| 5.     | Tocantins      | 5    | 1 | 0 | 4 | 315   | 2    |
| 6.     | Vitória do Mar | 5    | 0 | 1 | 4 | 312   | 1    |

|  | Geplaatst voor tweede fase |

### Tweede fase
| Plaats | Club           | Wed. | W | G | V | Saldo | Ptn. |
| ------ | -------------- | ---- | - | - | - | ----- | ---- |
| 1.     | Sampaio Corrêa | 3    | 2 | 1 | 0 | 4:2   | 5    |
| 2.     | Imperatriz     | 3    | 0 | 3 | 0 | 3:3   | 3    |
| 3.     | Maranhão       | 3    | 0 | 2 | 1 | 3:4   | 2    |
| 4.     | Moto Club      | 3    | 0 | 2 | 1 | 4:6   | 2    |

|  | Krijgt één bonuspunt voor derde toernooi |

## Derde toernooi

### Eerste fase
| Plaats | Club           | Wed. | W | G | V | Saldo | Ptn. |
| ------ | -------------- | ---- | - | - | - | ----- | ---- |
| 1.     | Sampaio Corrêa | 3    | 2 | 1 | 0 | 2:0   | 6    |
| 2.     | Maranhão       | 3    | 1 | 0 | 2 | 5:3   | 3    |
| 3.     | Imperatriz     | 3    | 1 | 1 | 1 | 3:4   | 3    |
| 4.     | Moto Club      | 3    | 1 | 0 | 2 | 3:6   | 2    |

|  | Krijgt één bonuspunt voor tweede fase |

### Tweede fase
| Plaats | Club           | Wed. | W | G | V | Saldo | Ptn. |
| ------ | -------------- | ---- | - | - | - | ----- | ---- |
| 1.     | Sampaio Corrêa | 3    | 1 | 2 | 0 | 3:1   | 5    |
| 2.     | Imperatriz     | 3    | 2 | 0 | 1 | 5:3   | 4    |
| 3.     | Maranhão       | 3    | 1 | 1 | 1 | 5:3   | 3    |
| 4.     | Moto Club      | 3    | 0 | 1 | 2 | 2:8   | 1    |

|  | Kampioen |

### Kampioen
| Campeonato Maranhense de 1987       |
| Maranhão                            |
| ----------------------------------- |
| SAMPAIO CORRÊA Kampioen (20° titel) |